# Crotaphopeltis tornieri
Espèce
Synonymes
- Leptodira tornieri Werner, 1908
- Leptodira rufescens Werner, 1895
- Crotaphopeltis hotamboeia tornieri (Werner, 1908)

Statut de conservation UICN

 LC  : Préoccupation mineure
Crotaphopeltis tornieri est une espèce de serpents de la famille des Colubridae.

## Répartition
Cette espèce se rencontre dans le nord du Malawi et en Tanzanie, dans les monts Usambara, les monts Uluguru et le mont Rungwe.

## Étymologie
Son nom d'espèce lui a été donné en l'honneur de Gustav Tornier (1858-1938), zoologiste et paléontologue allemand.

## Publication originale
- Werner, 1908 "1907" : Ergebnisse der mit Subvention aus der Erbschaft Treitl unternommenen zoologischen Forschungsreise Dr. Franz Werners nach dem agyptischen Sudan und Nord-Uganda. XII. Die Reptilien und Amphibien. Sitzungsberichte der Kaiserlichen Akademie der Wissenschaften, Mathematisch-Naturwissenschaftliche, vol. 116, p. 1823-1926.